# Белорусско-эстонские отношения

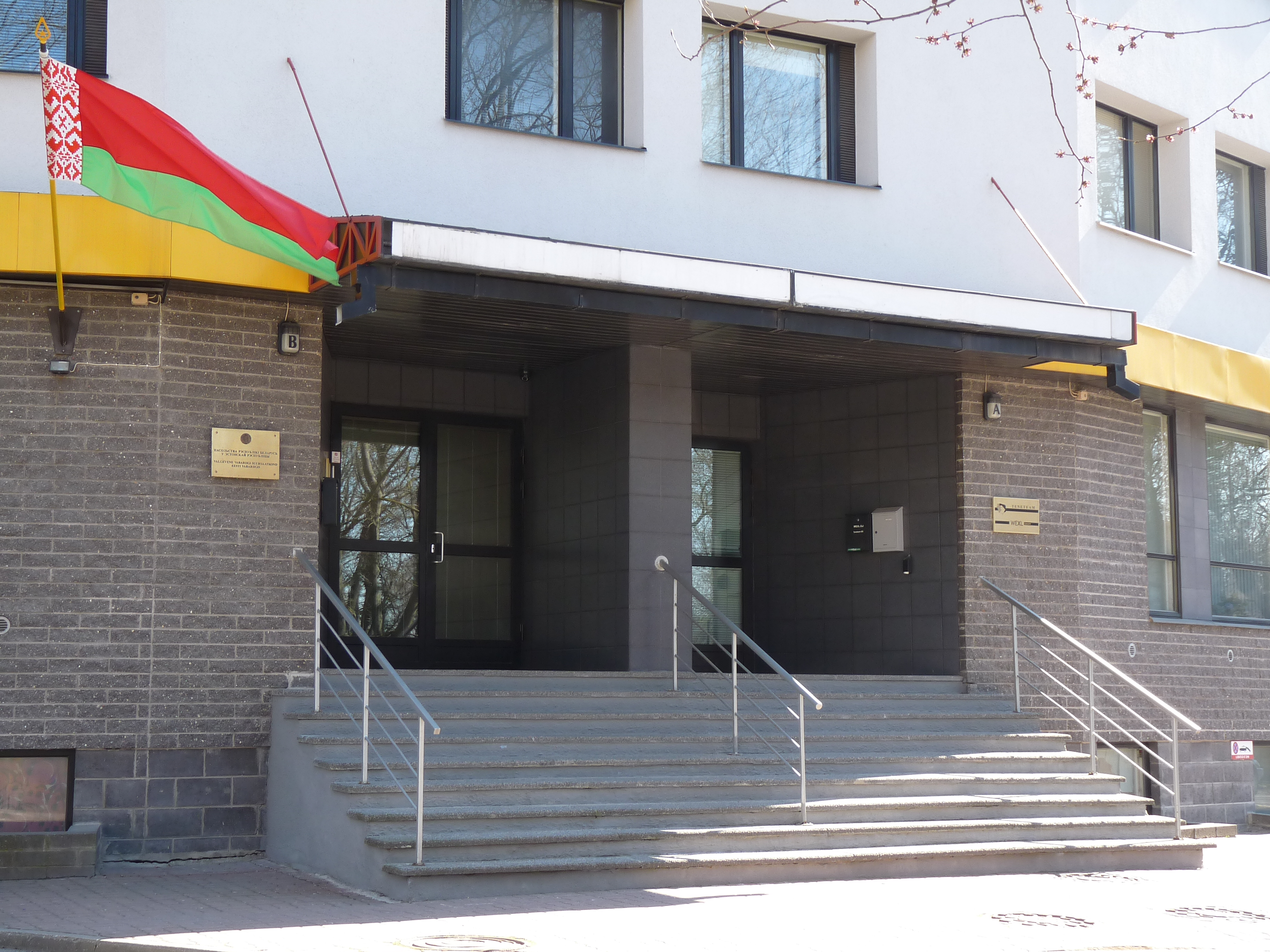
Посольство Республики Беларусь в Таллине, улица Магдалеэна 3

Белорусско-эстонские отношения были установлены 6 апреля 1992 года. Белоруссия экспортирует в Эстонию нефть, сельскохозяйственную технику, лесопродукцию, калийные удобрения, бумагу и картон, одежду, изделия из углеродистой стали. В свою очередь Эстония экспортирует в Белоруссию циклические углеводороды, лекарственные средства, кожу, рыбу и рыбные консервы, кукурузу, ракообразных и много других товаров.

## История
Эстонская Республика признала независимость Белоруссии 20 апреля 1992 года. У двух стран были разные взгляды на дальнейшее развитие после распада СССР. Эстония стремилась вступить в НАТО, Европейский союз, расширять связи со странами Прибалтики. Из-за этого в Эстонии Белоруссию воспринимали как «осколок Советского Союза».
Правительство Белоруссии открыло свое генеральное консульство в Таллине в марте 1994 года. В свою очередь Эстония это сделала через год, в июле 1995 года. После постепенного улучшения отношений Эстония решила открыть своё посольство в Минске в октября 2009. Белоруссия сделала это в июне 2010.
30 ноября 1994 года было подписано соглашение по регулированию отношений между МИД Белоруссии и МИД Эстонии.
Эстония не раз критиковала чиновников Белоруссии за нарушения прав человека и нежелание придерживаться демократических стандартов. Первые решили начать налаживать отношения с административными единицами Белоруссии, однако как такового диалога не было.
В июле 2009 года состоялся визит членов Рийгикогу в Белоруссию. В сентябре 2010 года делегация Национального собрания Белоруссии также посетила Эстонию. Также в разные периоды проходили встречи с различными министрами обеих стран.
После президентских выборов 2010 года отношения между двумя странами ухудшились. Эстония не признала президентские выборы в Белоруссии соответствующими демократическим стандартам. В начале 2011 года эстонское руководство поддержало предложение о введении имиджевых санкций в отношении белорусских властей.
С 2014 года отношения между двумя странами начали постепенно налаживаться. В ходе 22-й встречи СМИД ОБСЕ состоялась рабочая встреча министров иностранных дел Белоруссии и Эстонии.
В начале октября 2017 года состоялся визит белорусской делегации в Эстонию. На той встрече белорусскую делегацию возглавлял Василий Матюшевский. В рамках визита была организована встреча с Премьер-министром Эстонии Юри Ратасом.
После шестых выборов президента Белоруссии отношения между двумя странами начали ухудшаться. Эстония стала первой страной, которая ввела санкции против белорусских чиновников. Министерство иностранных дел Эстонии в свою очередь не признало легитимность Александра Лукашенко. 8 октября 2020 года Чрезвычайный и Полномочный посол Эстонии в Белоруссии был отозван в Таллин для консультации в знак протеста.